# تشارلز لونا
تشارلز لونا (بالإنجليزية: Charles Luna)‏ هو نقابي أمريكي، ولد في 1906 في سيليست في الولايات المتحدة، وتوفي في 1 أكتوبر 1992 في دالاس في الولايات المتحدة.